# الکساندر استاسیویچ
الکساندر استاسیویچ (انگلیسی: Alexandre Stassievitch؛ زادهٔ ۲۰ سپتامبر ۱۹۵۰) بازیکن فوتبال اهل فرانسه است.
از باشگاه‌هایی که در آن بازی کرده‌است می‌توان به باشگاه فوتبال لانس اشاره کرد.
وی همچنین در تیم ملی فوتبال France Olympic بازی کرده‌است.